# Musikåret 1907

## Händelser
- 21 februari – Operan A Village Romeo and Juliet av Frederick Delius har urpremiär på Komische Oper Berlin.
- 25 september – Jean Sibelius Symfoni nr 3 uruppförs i Helsingfors av Helsingfors filharmoniska sällskap under ledning av tonsättaren

## Födda
- 27 februari – Mildred Bailey, amerikansk sångare.
- 15 mars – Zarah Leander, svensk skådespelare och sångare.
- 15 mars – Jimmy MacPartland, amerikansk jazzmusiker (klarinett).
- 9 april – Sam Samson, svensk kompositör, kapellmästare, textförfattare och musiker (pianist).
- 29 april – Tino Rossi, italiensk sångare.
- 10 juli – Blind Boy Fuller, amerikansk bluesmusiker.
- 14 juli – Ingvar Kolmodin, svensk kompositör, regissör och förlagsredaktör.
- 8 augusti – Benny Carter, amerikansk jazzmusiker.
- 14 augusti – Ulla Billquist, svensk populärsångare.
- 5 oktober – Mrs. Miller, amerikansk ”sångerska”, som sjöng hellre än bra.
- 2 november – Sigurd Björling, svensk operasångare (baryton).
- 25 december – Cab Calloway, amerikansk jazzsångare.

## Avlidna
- 16 januari – Petrus Blomberg, 65, svensk sångare, organist och tonsättare.
- 4 juni – Agathe Backer Grøndahl, 59, norsk tonsättare och pianist.
- 23 augusti – Lejsme Per Larsson, 85, legendarisk fiolspelman från Malungs finnmark.
- 4 september – Edvard Grieg, 64, norsk tonsättare.
- 31 oktober – Carl Axel Bergström, 43, svensk violinist och tonsättare.
- 6 december – Hilda Thegerström, 69, svensk tonsättare och pianist.